# Antonio Fusco (professore universitario)
Antonio Fusco (Miranda, 12 marzo 1924 – Cassino, 11 febbraio 2018) è stato un docente, psicologo e poeta italiano.

## Biografia
Antonio Fusco è nato a Miranda (IS) il 12 marzo 1924. Laureato in Medicina e Chirurgia presso l’Università La Sapienza di Roma con voti 110 e lode, ha conseguito successivamente la laurea in Lettere con voto di 110 e lode presso l’Università degli Studi di Cassino.
È stato propositore della cattedra di Psicologia dell’Arte e della Letteratura presso il Ministero dell’Istruzione e professore ordinario di tale disciplina presso la Facoltà di Lettere e Filosofia dell’Università degli Studi di Cassino dal 1º novembre 1991 (prima cattedra in Italia), disciplina ora presente in molte facoltà italiane. Sempre nel 1991, è stato nominato Professore onorario a vita della Facoltà di Lettere dell’Università di Lima per i suoi studi psicologici sulla letteratura. Tra gli altri suoi incarichi più importanti si ricordano: Membro effettivo dell’Accademia russa delle Scienze Umane per i suoi lavori d’indagine psicologica sulle opere di Anton Čechov (1998); Professore consulente per la Psicologia dell’arte all’Accademia FAMU (Accademia del cinema) di Praga dal 1998; Professore emerito dell’Università di Rethymno (Creta) per gli studi psicologici sulla Tragedia greca (2008); Membro dell’Accademia del Parnaso per le sue opere poetiche (Atene, 2010); nominato Membro Honoris Causa da “The Greek Association of Social Representations and Methodology” (GA.SO.R.M.) a dimostrazione dell’onore e riconoscimento del suo contributo alla Scienza e alla Società (Atene, 2012); Membro onorario della Società Nazionale degli Scrittori Greci (2016).
Antonio Fusco ha ricevuto due candidature per il Premio Nobel per la Letteratura nel 2011 e nel 2012 per la sua produzione poetica ed è stato autore di numerosi saggi e volumi per oltre 7000 pagine su: “Psicologia generale” e “Psicologia dell’Arte e della Letteratura” nelle seguenti lingue: Italiano, Francese, Inglese, Ceco, Ungherese, Russo, Spagnolo, Arabo. Gli autori principali trattati sono: Čechov, Pirandello, Manzoni, Svevo, Joyce, Bergman, Dreyer, Camus, Garcia Lorca, Conrad, Mann, Eliot, Dostoevskij, Kafka, Euripide, Petrarca, Krudy, Kozlov, Havel. Nel 2016 è stato insignito di una Medaglia dalla Commissione ONU per suoi meriti culturali. Ha edito, inoltre, sei volumi, che raccolgono Poesie e Meditazioni ed alcuni di loro sono stati tradotti e pubblicati in lingua russa e svedese come Parvenze e Illusioni (1992), Pensieri al tramonto (1998), Plenilunio d’Inverno (2007), Fuochi fatui nella notte (2009), Dikter (2012) e Inno alla luce (2016). Quest’ultimo è stato ristampato nel 2022, tradotto e pubblicato interamente in lingua russa.
È scomparso l'11 febbraio 2018 a Cassino.